# Ryhope, New South Wales
Ryhope är en del av en befolkad plats i Australien. Den ligger i kommunen Lake Macquarie Shire och delstaten New South Wales, i den sydöstra delen av landet, omkring 100 kilometer norr om delstatshuvudstaden Sydney. Antalet invånare är 103.
Runt Ryhope är det tätbefolkat, med 297 invånare per kvadratkilometer.. Närmaste större samhälle är Charlestown, omkring 14 kilometer öster om Ryhope. 
I omgivningarna runt Ryhope växer i huvudsak städsegrön lövskog. Genomsnittlig årsnederbörd är 1 393 millimeter. Den regnigaste månaden är februari, med i genomsnitt 222 mm nederbörd, och den torraste är juli, med 42 mm nederbörd.